# Bosnyák Dervis Mehmed
Bosnyák Dervis Mehmed pasa (1569 – Isztambul, 1606. december 9.) oszmán államférfi, aki öt hónap és tizennyolc napig nagyvezírként szolgált I. Ahmed uralkodása alatt, 1606. június 21. és 1606. december 9. között.

## Élete
Boszniából származik. A Bostancı kőfejtőben tanult. Viszonylag fiatalon "bostancıbaşı" lett. Mivel férfi volt, Civan Bey néven is ismerték. Fiatal I. Elnyerte Ahmed kegyét és elnyerte tetszését. 1605-ben a vezír mellett a tengeri kapitányt is megkapta. Válide Handan szultána, Ahmed szultán édesanyja megpróbálta rávenni fiát, hogy ne higgyen ennek a személynek, de Handan szultána 1605. november 12-én meghalt. I. Ahmed, aki 15 éves volt, Dervis Mehmed pasa admirális befolyása alá került.
Az osztrák front nagyvezírje és Serdar-ı Ekrem Lala Mehmed pasa Zsitvatoroki békeszerződést írt alá Ausztriával. Visszatért Isztambulba, míg tárgyalásokat folytattak Isztambulban. A szultán admirális, aki I. Ahmed rokona volt, azt javasolta, hogy küldjék a nagyvezírt az iráni frontra serdarként. Ahmed szultán nagyon eltökélt szándéka volt az iráni Lala Mehmed Serdar pasának is. A bíróság előtt megjelent Lala Mehmed pasa kijelentette, hogy az osztrák háborúnak még mindig vannak megoldatlan vonatkozásai, és nem helyes, ha expedícióra indul Iránba. De Ahmed szultán makacs volt, és még azzal is fenyegetőzött, hogy kivégzi Laláját. Lala Mehmed pasa nagyvezír, akit ez nagyon idegesített, agyvérzést kapott, és néhány nappal később meghalt.
Dervis Mehmed pasát 1606. június 21-én nevezték ki nagyvezírnek. A szultán engedélyezte, hogy Lala Mehmed pasa vagyonának egy részét a hadsereg szükségleteinek kielégítésére fordítsa, a másik részét pedig Lala Mehmedpasa árva gyermekeinek adja. Derviş Mehmed pasa azonban mindezt a vagyont elkobozta a kincstári hiány miatt. Sir Henry Lello isztambuli brit nagykövet arról számolt be, hogy Dervis Mehmed pasha a kincstár szűkösségére hivatkozva felvette az alapítványok többletjövedelmét, és gazdag zsidóktól gyűjtött ezüstöt és ékszereket, azzal az ígérettel, hogy később fizeti az árát. Azt is állították, hogy chanşinenként 1000 érmét kapott az isztambuli lakosságtól.
Másrészt Dervis Mehmed pasa, aki rávette I. Ahmedet, hogy a pozíciót nem akaró Lala Mehmed pasát az iráni expedíció serdára kényszerítse, azzal a szándékkal, hogy a nagyvezír legyen, elkerülte, hogy elmenjen. az iráni expedíciónak, amikor ő lett a nagyvezír. Felváltotta Ferhat Agát, aki a főkertész volt, és serdárnak küldte a Celalisba és keletre. Ferhat Celali pasa először járt Aydın és Saruhan régiókban, ahol elnyomni ment Elnyomást követett el, és e hely lakosságának nagy csoportjai betöltötték Isztambul utcáit, hogy a legfelsőbb bíróságon panaszkodjanak az elnyomás miatt. Ahmed ez nagyon lenyűgözött.
Dervis Mehmed pasának volt kúriája Demirkapıban, a palota közelében. Egy zsidó kellett ahhoz, hogy felépítse ezt a kastélyt, de ő nem fizette az építési költségeket, és ezt a zsidó férfit fizette ki az egészből. Ez a zsidó titokban azt mondta, hogy "titkos utat nyit a kastély pincéjéből a palotába, és meggyilkolja a szultánt". Ez pletykaként kezdett terjedni. Amikor ezek a koholt pletykák I. Ahmed fülébe jutottak, I. Ahmed, aki 16 éves és tapasztalatlan volt, hirtelen úgy döntött, hogy mindenféle nyomozás nélkül kivégzi Dervis Mehmed pasát. 1606. december 9-én I. Ahmed nagyvezír meghívta a palotába, és amikor a hercegek bementek a tanári házba, megfojtották és kivégezték a palota újoncainak támadása miatt.

## Alakja a kultúrában
A 2015-ös A szultána című török televíziós sorozatban Mehmed Kurtuluş alakítja Dervis pasát.

## Fordítás
Ez a szócikk részben vagy egészben  a   Boşnak Derviş Mehmed Paşa című török Wikipédia-szócikk ezen változatának fordításán alapul.  Az eredeti cikk szerkesztőit annak laptörténete sorolja fel. Ez a jelzés csupán a megfogalmazás eredetét és a szerzői jogokat jelzi, nem szolgál a cikkben szereplő információk forrásmegjelöléseként.